# Montigny-lès-Metz
Montigny-lès-Metz és un municipi francès, situat al departament del Mosel·la i a la regió del Gran Est. L'any 1999 tenia 23.437 habitants.